# Dzmitryj Platonaŭ
Dzmitryj Aljaksandravič Platonaŭ (in bielorusso Дзмітрый Аляксандравіч Платонаў?; Minsk, 7 febbraio 1986) è un ex calciatore bielorusso, di ruolo attaccante.

## Carriera

### Club
Ha giocato nella massima serie dei campionati bielorusso e lettone.

### Nazionale
Ha giocato nella nazionale bielorussa Under-21.